# Theridion diadematum
Theridion diadematum är en spindelart som beskrevs av Pater Chrysanthus 1963. Theridion diadematum ingår i släktet Theridion och familjen klotspindlar. Inga underarter finns listade i Catalogue of Life.